# Campeonato da Europa de Atletismo de 2018 - Lançamento de martelo feminino
A prova do lançamento de martelo feminino do Campeonato da Europa de Atletismo de 2018 foi disputada entre os dias  10 e 12 de agosto de 2018 no Estádio Olímpico de Berlim em Berlim,  na Alemanha. 

## Recordes
Antes desta competição, os recordes mundiais e do campeonato nesta prova eram os seguintes:
|                       | Nome             | Nacionalidade | Distância | Local    | Data                 |
| --------------------- | ---------------- | ------------- | --------- | -------- | -------------------- |
| Recorde mundial       | Anita Włodarczyk | Polónia       | 82m98cm   | Varsóvia | 28 de agosto de 2016 |
| Recorde do campeonato | Anita Włodarczyk | Polónia       | 78m76cm   | Zurique  | 15 de agosto de 2014 |
| Recorde europeu       | Anita Włodarczyk | Polónia       | 82m98cm   | Varsóvia | 28 de agosto de 2016 |

Os seguintes recordes foram estabelecidos durante esta competição: 
| Data        | Evento | Atleta           | Nacionalidade | Distância | Notas                 |
| ----------- | ------ | ---------------- | ------------- | --------- | --------------------- |
| 9 de agosto | Final  | Anita Włodarczyk | Polónia       | 78m 94cm  | Recorde do campeonato |

## Medalhistas
| Ouro                   | Prata                     | Bronze                |
| Anita Włodarczyk (POL) | Alexandra Tavernier (FRA) | Joanna Fiodorow (POL) |

## Cronograma
Todos os horários são locais (UTC+2).
| Data         | Hora  | Evento       |
| ------------ | ----- | ------------ |
| 10 de agosto | 10:00 | Qualificação |
| 12 de agosto | 19:30 | Final        |

## Resultados

### Qualificação
Qualificação: Desempenho de 70.00 m (Q) ou os 12 melhores qualificados (q). 
| Posição | Grupo | Atleta               | Nacionalidade               | #1    | #2    | #3    | Resultado | Notas |
| ------- | ----- | -------------------- | --------------------------- | ----- | ----- | ----- | --------- | ----- |
| 1       | B     | Anita Włodarczyk     | Polónia                     | 69.81 | 75.10 |       | 75.10     | Q     |
| 2       | B     | Hanna Skydan         | Azerbaijão                  | 74.02 |       |       | 74.02     | Q,    |
| 3       | B     | Alexandra Tavernier  | França                      | 72.88 |       |       | 72.88     | Q     |
| 4       | A     | Hanna Malyshchyk     | Bielorrússia                | 72.39 |       |       | 72.39     | Q     |
| 5       | A     | Joanna Fiodorow      | Polónia                     | 71.46 |       |       | 71.46     | Q     |
| 6       | B     | Malwina Kopron       | Polónia                     | x     | 71.14 |       | 71.14     | Q     |
| 7       | B     | Sofiya Palkina       | Atletas Neutros Autorizados | 69.21 | 69.74 | 69.49 | 69.74     | q     |
| 8       | B     | Réka Gyurátz         | Hungria                     | x     | 69.45 | –     | 69.45     | q     |
| 9       | B     | Iryna Klymets        | Ucrânia                     | 68.40 | x     | 69.44 | 69.44     | q     |
| 10      | A     | Zalina Petrivskaya   | Moldávia                    | x     | 69.17 | 69.04 | 69.17     | q     |
| 11      | B     | Sophie Hitchon       | Grã-Bretanha                | x     | 68.69 | x     | 68.69     | q     |
| 12      | A     | Kathrin Klaas        | Alemanha                    | 66.12 | 68.64 | x     | 68.64     | q     |
| 13      | A     | Yelizaveta Tsareva   | Atletas Neutros Autorizados | 67.40 | 66.50 | 68.35 | 68.35     |       |
| 14      | B     | Kıvılcım Kaya        | Turquia                     | 67.72 | 66.86 | 68.10 | 68.10     |       |
| 15      | A     | Stamatia Skarvelis   | Grécia                      | 67.08 | 67.97 | x     | 67.97     |       |
| 16      | B     | Anna Maria Orel      | Estónia                     | 67.22 | 64.14 | 65.17 | 67.22     |       |
| 17      | B     | Ida Storm            | Suécia                      | 64.52 | 65.22 | 66.66 | 66.66     |       |
| 18      | A     | Martina Hrašnová     | Eslováquia                  | x     | x     | 66.37 | 66.37     |       |
| 19      | A     | Bianca Perie-Ghelber | Roménia                     | 0\|x} | 65.77 | 66.17 | 66.17     |       |
| 20      | A     | Inga Linna           | Finlândia                   | 63.11 | 63.77 | 65.46 | 65.46     |       |
| 21      | B     | Krista Tervo         | Finlândia                   | 61.39 | 65.37 | x     | 65.37     |       |
| 22      | A     | Kateřina Šafránková  | Chéquia                     | x     | 64.64 | 64.85 | 64.85     |       |
| 23      | A     | Iryna Novozhylova    | Ucrânia                     | x     | 64.70 | x     | 64.70     |       |
| 24      | B     | Marina Nichișenco    | Moldávia                    | x     | 62.22 | 64.37 | 64.37     |       |
| 25      | A     | Anamari Kožul        | Croácia                     | x     | 62.55 | 60.40 | 62.55     |       |
| 26      | B     | Nicole Zihlmann      | Suíça                       | 60.64 | x     | 61.67 | 61.67     |       |
| 27      | A     | Alyona Shamotina     | Ucrânia                     | x     | 61.51 | 61.66 | 61.66     |       |
| 28      | A     | Éva Orbán            | Hungria                     | x     | x     | 59.16 | 59.16     |       |

### Final
| Posição           | Atleta              | Nacionalidade               | #1    | #2    | #3    | #4    | #5    | #6    | Resultado | Notas                 |
| ----------------- | ------------------- | --------------------------- | ----- | ----- | ----- | ----- | ----- | ----- | --------- | --------------------- |
| Medalha de ouro   | Anita Włodarczyk    | Polónia                     | 69.35 | 76.50 | 77.82 | 78.94 | 78.55 | 77.71 | 78.94     | Recorde do campeonato |
| Medalha de prata  | Alexandra Tavernier | França                      | 74.78 | 69.49 | 70.74 | 68.35 | 73.92 | 74.20 | 74.78     | Recorde nacional      |
| Medalha de bronze | Joanna Fiodorow     | Polónia                     | 69.55 | 71.41 | 74.00 | 73.72 | 71.70 | x     | 74.00     |                       |
| 4                 | Malwina Kopron      | Polónia                     | x     | x     | 72.20 | 71.53 | x     | x     | 72.20     |                       |
| 5                 | Hanna Skydan        | Azerbaijão                  | x     | 67.22 | 71.92 | 68.55 | 71.42 | 72.10 | 72.10     |                       |
| 6                 | Zalina Petrivskaya  | Moldávia                    | 70.98 | 70.65 | 71.80 | 70.53 | 71.00 | x     | 71.80     |                       |
| 7                 | Kathrin Klaas       | Alemanha                    | x     | 66.49 | 70.66 | x     | 71.50 | x     | 71.50     | Recorde da temporada  |
| 8                 | Sophie Hitchon      | Grã-Bretanha                | 68.80 | x     | 70.52 | x     | x     | x     | 70.52     |                       |
| 9                 | Réka Gyurátz        | Hungria                     | 69.51 | 70.48 | 69.85 |       |       |       | 70.48     |                       |
| 10                | Sofiya Palkina      | Atletas Neutros Autorizados | 68.64 | x     | 67.46 |       |       |       | 68.64     |                       |
| 11                | Iryna Klymets       | Ucrânia                     | x     | 66.42 | 68.11 |       |       |       | 68.11     |                       |
| 12                | Hanna Malyshchyk    | Bielorrússia                | x     | x     | x     |       |       |       | NM        |                       |

Legenda
| Recorde mundial       | Recorde mundial (World record)               |                       | Recorde africano                      | Recorde africano (African) |                                           | Q | Classificado por posição (Qualified) |
| Recorde do campeonato | Recorde do campeonato (Championship record)  | Recorde da América    | Recorde da América (Americas)         | q                          | Classificado por melhor tempo (Qualified) |   |                                      |
| Melhor marca do ano   | Melhor marca do ano (World leading)          | Recorde asiático      | Recorde asiático (Asian)              | DNS                        | Não largou (Did not start)                |   |                                      |
| Recorde nacional      | Recorde nacional (National record)           | Recorde europeu       | Recorde europeu (European)            | DNF                        | Não terminou (Did not finish)             |   |                                      |
| Recorde pessoal       | Recorde pessoal do atleta (Personal best)    | Recorde da Oceania    | Recorde da Oceania (Oceania)          | DSQ / DQ                   | Desclassificado (Disqualified)            |   |                                      |
| Recorde da temporada  | Recorde da temporada do atleta (Season best) | Recorde sul-americano | Recorde sul-americano (South America) | NM                         | Sem marca (No mark)                       |   |                                      |